# Eugen-Biser-Stiftung
Die Eugen-Biser-Stiftung ist eine gemeinnützige Stiftung des bürgerlichen Rechts, die dem Dialog aus christlichem Ursprung verpflichtet ist. Sie wurde im Jahr 2002 gegründet und ist nach ihrem Spiritus rector, dem Theologen, Religionsphilosophen und Zeitdiagnostiker Eugen Biser, benannt.

## Ziele und Aufgaben
In der Satzung der Eugen-Biser-Stiftung heißt es in Paragraph 2 (Stiftungszweck):

„Die Stiftung richtet den Blick aus christlichem Welt- und Werteverständnis auf alle Bereiche menschlicher Existenz mit dem Ziel des Dialogs und der Verständigung mit anderen Religionen, Weltanschauungen und Kulturen in dem Bemühen um Freiheit, Toleranz und Frieden. Diesem Stiftungszweck dienen die wissenschaftliche, interdisziplinäre Analyse und Reflexion, Veranstaltungen und Veröffentlichungen. Das dem Dialog zugrunde liegende christliche Welt- und Werteverständnis der Stiftung ist geprägt von dem theologischen und philosophischen Werk von Eugen Biser. Sein Werk ist einer in die Zukunft weisenden Neuinterpretation des Christentums und den daraus resultierenden Konsequenzen für ein christliches Gottes-, Menschen- und Weltverständnis gewidmet. Es soll als Ganzes wie in seinen konstitutiven Elementen und seiner Zielsetzung für die Theologie wie für den praktischen Vollzug des Christseins in Kirche, Staat und Gesellschaft fruchtbar gemacht werden.“

In diesem Sinne arbeitet die Eugen-Biser-Stiftung an der Intensivierung des interreligiösen und interkulturellen Dialogs aus christlichem Ursprung mit den anderen monotheistischen Religionen (christlich-jüdischer Dialog, christlich-islamischer Dialog) sowie mit Weltanschauungen und Kulturen. Sie möchte die Ausgestaltung einer gemeinsamen Basis für ein tolerantes, friedliches Zusammenleben der Religionen und Nationalitäten auf nationaler und supranationaler Ebene befördern. Dabei steht die Vermittlung der Grundwerte des Christentums und christlicher Impulse für die gesellschaftliche, politische und rechtliche sowie kulturelle Gestaltung des Zusammenlebens und für die Zukunft Europas sowie die Förderung des innerchristlichen Ausgleichs und der Ökumene im Mittelpunkt. Bei der Verfolgung dieser Ziele bedarf es der Analyse der geistigen und religiösen Entwicklungen in allen Kontexten menschlicher Lebenswirklichkeit in unterschiedlichen Staatsformen – vom Einzelnen über die Familien bis hin zur Gesellschaft.

## Aktivitäten zur Umsetzung des Stiftungszwecks

### Vortragsveranstaltungen
Die Eugen-Biser-Stiftung ist Veranstalter für öffentliche Vortragsveranstaltungen und Diskussionsrunden u. a. im Literaturhaus München. Diese Abende werden inhaltlich getragen von Eugen Biser und seinen Kollegen aus dem Stiftungsrat, dem Kuratorium sowie geladenen Gästen. Sie sind thematisch von theologischer oder philosophischer Natur. Bei den Veranstaltungen lässt die Stiftung sich von der Absicht leiten, durch die Institution der Vortragsabende eine interessierte ökumenische und interreligiöse Öffentlichkeit an ihrer geistigen Arbeit teilhaben zu lassen.

### Interkulturelle und interreligiöse Symposien
Auf dem Weg des wissenschaftlichen Austausches ist es eine der Aufgaben der Eugen-Biser-Stiftung, zum Beispiel zur Verbesserung des Verständnisses zwischen Christen und Muslimen beizutragen. Daher gilt es, maßgebliche religiöse Grundpositionen philosophisch-theologisch zu erarbeiten, die zum tragfähigen Fundament für ein friedliches Miteinander von Christen und Muslimen werden können.
Die Auswahl der Problemfelder für die Symposien entspricht diesem Ziel. An erster Stelle steht eine Verständigung über das Menschenbild, das grundlegend ist für die Frage nach Menschenrechten, Religionsfreiheit und Demokratie, und unausweichlich zum Diskurs über das Gottesverständnis führt.
In diesem Zusammenhang wurde gemeinsam mit der Islamisch-Theologischen Fakultät der Universität Ankara die Veranstaltungsreihe „Interkulturelle und interreligiöse Symposien“ etabliert.

### Expertentagungen
Nach den Erfahrungen des Landes Niedersachsen und der Republik Österreich versteht die Eugen-Biser-Stiftung die wesentlichen Aspekte des künftigen islamischen Religionsunterrichtes in Deutschland als unmittelbar verbunden mit dem Aufgabenfeld der Integration. Sie fördert dazu den Meinungsaustausch über Fragen des Islamischen Religionsunterrichtes im Kontakt mit staatlichen und kirchlichen Stellen. Gleichzeitig unterstützt sie die Ausbildung von Imamen vorzugsweise auf Expertentagungen.

### Christlich-Islamisches Begriffslexikon
Sieben Jahre arbeitet die Eugen-Biser-Stiftung an einem christlich-islamischen Begriffslexikon, das im Jahr 2012 unter dem Titel "Lexikon des Dialogs. Christliche-Islamische Grundbegriffe" veröffentlicht wird. Besonderes Merkmal des Lexikons ist die Zusammenarbeit von türkischen islamischen Wissenschaftlern der Universität Ankara und christlichen Theologen und Philosophen. Der inhaltliche Schwerpunkt des Lexikons liegt auf der Erläuterung von Begriffen für den deutsch-türkischen interreligiösen und interkulturellen Dialog.

### Eugen-Biser-Bibliographie
Zur Bewahrung, Erschließung, Fortführung und Verbreitung des theologischen und philosophischen Werkes von Eugen Biser hat sich die Eugen-Biser-Stiftung den Aufbau einer Eugen-Biser-Bibliothek, eines Eugen-Biser-Archivs sowie die Erstellung einer umfassenden Eugen-Biser-Bibliographie zur Aufgabe gemacht. Monika Schmid von der Eugen-Biser-Stiftung hat unter der Leitung von Richard Heinzmann und Gunther Wenz 2004/05 mit dem Projekt begonnen und dieses zu Eugen Bisers 95. Geburtstag online gestellt.

### Eugen-Biser-Preis
Die Eugen-Biser-Stiftung vergibt den mit 5.000 Euro dotierten Eugen-Biser-Preis satzungsgemäß für:
- herausragende wissenschaftliche theologische oder philosophische Veröffentlichungen
- den öffentlichen Einsatz für christliche Werte
- den Dialog und die Begegnung mit anderen Religionen, Weltanschauungen und Kulturen in dem Bemühen um Freiheit, Toleranz und Frieden.

Der Eugen-Biser-Preis wurde auf Beschluss des Stiftungsrates bisher vergeben an:
- 2003: Ferdinand Hahn für sein zweibändiges Werk „Theologie des Neuen Testaments“.
- 2005: Karl Kardinal Lehmann für sein wissenschaftliches philosophisches und theologisches Werk ebenso wie für sein Bestreben, der christlichen Kirche ein Profil zu verleihen, das dem Ursprung des Christentums gerecht wird.
- 2008: Am 22. November 2008 wurde der Preis in München an folgende Persönlichkeiten überreicht: H. R. H. Prince Ghazi bin Muhammad bin Talal aus dem Haschemitischen Königreich von Jordanien, Scheich Habib Ali Zain al-Abideen al-Jifri aus den Vereinigten Arabischen Emiraten und an Mustafa Cerić, Großmufti von Bosnien und Herzegowina. Die Verleihung des Preises an die drei islamischen Geistlichen erfolgte im Blick auf die maßgebliche Mitwirkung der Preisträger an dem denkwürdigen Offenen Brief Ein gemeinsames Wort zwischen Uns und Euch vom 13. Oktober 2007[2] an die christlichen Kirchen und in Anerkennung ihres außerordentlichen Beitrages zum muslimisch-christlichen Dialog und ihrer konsequenten und segensreichen Bemühungen um den Frieden.
- 2012: Bundestagspräsident Norbert Lammert für sein Bemühen um eine Verständigung von Staat und Religionen sowie sein ein politisches und gesellschaftliches Wirken auf der Grundlage eines christlichen Wertefundaments und Menschenbildes.
- 2016: Charlotte Knobloch für ihr Wirken für die jüdisch-christliche Verständigung[3][4]
- 2019: Franz von Bayern[5]
- 2023: Gerd Müller[6]

### Habilitationsprojekte
Nur im wissenschaftlichen Diskurs kann das ursprüngliche Verständnis des Christentums, wie es Eugen Biser zum Ausdruck gebracht hat, in die Zukunft hineinwirken. Da es Eugen Biser auf dem philosophischen Romano-Guardini-Lehrstuhl versagt blieb, im Bereich der Theologie durch die Betreuung von Promotionen oder Habilitationen schulbildend zu wirken, war der primäre Anstoß für die Eugen-Biser-Stiftung die Förderung wissenschaftlicher Arbeiten über den theologischen Neuansatz von Eugen Biser.

## Organe der Stiftung
Stiftungsorgane sind der Vorstand, der Stiftungsrat und das Kuratorium. 
Alle Mitglieder der Stiftungsorgane üben ihre Tätigkeit ehrenamtlich aus.
Vorsitzender des Kuratoriums ist Günther Beckstein (Ministerpräsident von Bayern a. D.), stellvertretender Vorsitzender Thomas von Mitschke-Collande.

## Finanzierung
Die Arbeit der Stiftung ist überwiegend aus Spenden finanziert. Da sie eine gemeinnützige Einrichtung ist, kann die Stiftung Zuwendungen in steuerbegünstigter Form annehmen.

## Freundeskreis der Eugen-Biser-Stiftung e. V.
Dem Freundeskreis der Eugen-Biser-Stiftung e. V. gehören zurzeit etwa 250 Personen an. Er unterstützt die Eugen-Biser-Stiftung sowohl ideell als auch finanziell bei der Durchführung ihrer Projekte und Ziele. Vorsitzender des Freundeskreises ist Florian Obermayer.

## Veröffentlichungen (Auswahl)